# Aéroport de Confresa
Pour les articles homonymes, voir CFO.
L'aéroport de Confresa (code IATA : CFO • code OACI : SJHG) est l'aéroport desservant la ville de Confresa au Brésil.

## Historique
L'aéroport a été inauguré en 2005.

## Accès
L'aéroport est situé à 3 km du centre-ville de Confresa.